# Observatori Astronòmic de Consell
L'Observatori de Consell (castellà: Observatorio Astronómico de Consell) és un observatori astronòmic que pertany i és operat per la Lliga Llatinoamericana d'Astronomia. Es troba a 130 metres d'alçada al municipi de Consell a l'illa de Mallorca. El codi de l'observatori és 176.
S'atribueix el descobriment de l'asteroide (157179) 2004 PW66 del 2004 al dit observatori. Algunes de llurs altres descobertes són els asteroides (147367) 2003 CA20, (170276) 2003 QH92 i (213831) 2003 QG92, que es vinculen a l'astrònom Rafael Pacheco Hernandez i, en un cas, al seu col·laborador Ángel López Jiménez.